# 新原 (浜松市)
新原（しんぱら）は、静岡県浜松市浜名区の地名。住居表示未実施。

## 地理
浜名区の中部に位置し東西に細長い範囲を持つ。北西で宮口、北東で尾野・於呂、東で豊保・中瀬、南東で本沢合、南で小林、南西で平口、西で浜名区都田町と隣接する。植木産業が盛んであり、JAとぴあ浜松の浜北営農緑花木センターが設置されている。国道152号が東西に通っており、2012年の新東名高速道路の開通に向け、東原北交差点と中瀬の中瀬四塔交差点との間の区間が開通し、飛龍大橋方面の既存区間と接続された。その工事現場付近では、数々の遺跡などが発見された。

## 歴史
1889年(明治22年)10月1日に町村制を施行した麁玉郡(後に引佐郡)麁玉村の一部であった(麁玉村は他に宮口村、灰ノ木村、堀谷村、大平村を以て構成された)。

## 世帯数と人口
2018年（平成30年）12月1日現在の世帯数と人口は以下の通りである。
| 大字 | 世帯数    | 人口    |
| ---- | --------- | ------- |
| 新原 | 1,901世帯 | 5,647人 |

## 小・中学校の学区
市立小・中学校に通う場合、学区は以下の通りとなる。
| 町内会                           | 小学校               | 中学校                 |
| -------------------------------- | -------------------- | ---------------------- |
| 平口本村町内会                   | 浜松市立浜名小学校   | 浜松市立浜名中学校     |
| 中瀬4区南町内会                  | 浜松市立中瀬小学校   | 浜松市立浜北北部中学校 |
| 辺田原・梔池町内会               | 浜松市立麁玉小学校   | 浜松市立麁玉中学校     |
| 新原本村・下善・東原町内会       | 浜松市立新原小学校   | 浜松市立麁玉中学校     |
| 本沢合西・本沢合北・小林上町内会 | 浜松市立北浜北小学校 | 浜松市立北浜東部中学校 |
| 小林下町内会                     | 浜松市立伎倍小学校   | 浜松市立北浜中学校     |

## 交通

### 鉄道
- 遠州鉄道鉄道線が地内東寄りを通るが、駅は設置されていない。

### バス
かつては西側を宮口線（新原、上新原、浜北西高校）、東側を60 秋葉線（国道新原、浜北東原、東原上）が通っていたが秋葉線の停留所については啓陽高校 - 妙蓮寺前 - 小松駅 - 西鹿島駅のスクール便のみの運行となったのちに路線バスの停留所としては廃止、浜名湖競艇送迎バスのみの発着となっている。

### 道路
- 国道152号
- 静岡県道61号浜北袋井線
- 静岡県道296号熊小松天竜川停車場線
- 秋葉街道

## その他

### 日本郵便
- 郵便番号 : 434-0003[2]（集配局：浜北郵便局[7]）。

### 警察
町内の警察の管轄区域は以下の通りである。
| 番・番地等 | 警察署     | 交番・駐在所 |
| ---------- | ---------- | ------------ |
| 全域       | 浜北警察署 | 浜北北部交番 |